# Ingrid Jonker

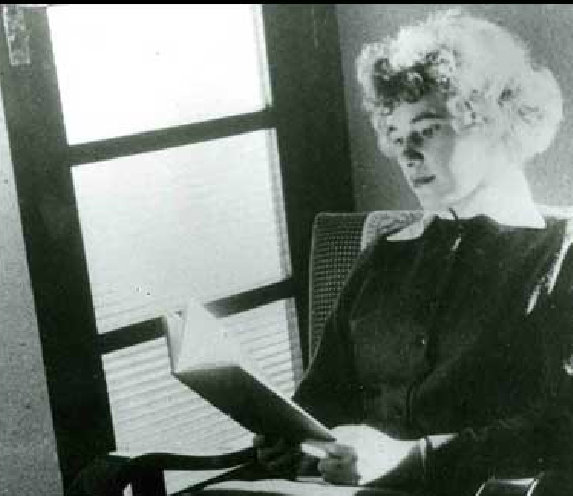
Ingrid Jonker (Aufnahme aus dem Jahr 1956)

Ingrid Jonker (* 19. September 1933 in Douglas, Südafrika; † 19. Juli 1965 in Kapstadt, Südafrika) war eine südafrikanische Dichterin, die auf Afrikaans schrieb. Ihre Gedichte wurden in viele andere Sprachen übersetzt. In Südafrika genießt sie einen ikonischen Status und wird oft auch als „südafrikanische Sylvia Plath“ bezeichnet. Ihr Werk wurde oft auch mit dem von Anne Sexton verglichen.

## Kindheit
Ingrid Jonker war die zweite Tochter von Abraham Jonker (1905–1966), einem Politiker der Nationalen Partei, und Beatrice Catharina, geb. Cilliers (1905–1944). Ihr Vater verließ ihre Mutter nach ihrer Geburt. Mit ihrer Mutter und ihrer Schwester Anna zog Ingrid Jonker zu ihren Großeltern Stephanus und Anna Cilliers auf einen Bauernhof bei Kapstadt. Zusammen mit ihrer tiefgläubigen Großmutter besuchte sie zahlreiche religiöse Veranstaltungen, und die Sprache und Erzählungen der Bibel hinterließen einen nachhaltigen Eindruck bei ihr. Mit sechs Jahren begann sie, selbst Gedichte zu schreiben.
Im August 1944 nahm sich ihre Mutter das Leben. Gemeinsam mit ihrer Schwester zog sie zu ihrem Vater, seiner dritten Frau und ihren Kindern nach Kapstadt. Die beiden Schwestern wurden dort von Anfang an als Außenseiter behandelt, was einen lebenslangen Zwist zwischen Jonker und ihrem Vater begründete.
Im Alter von 16 Jahren führte sie eine Korrespondenz mit D. J. Opperman, dessen Ansichten sie als Dichterin stark prägten. Ihre erste Gedichtsammlung Na die somer („Nach dem Sommer“) verfasste sie, noch bevor sie 13 Jahre alt wurde. Obwohl verschiedene Verleger an ihrer Arbeit grundsätzlich interessiert waren, wurde ihr geraten, mit der Veröffentlichung noch zu warten. Ihr Geld verdiente sie in Druckereien, Verlagen und Buchläden.

## Karriere als Schriftstellerin

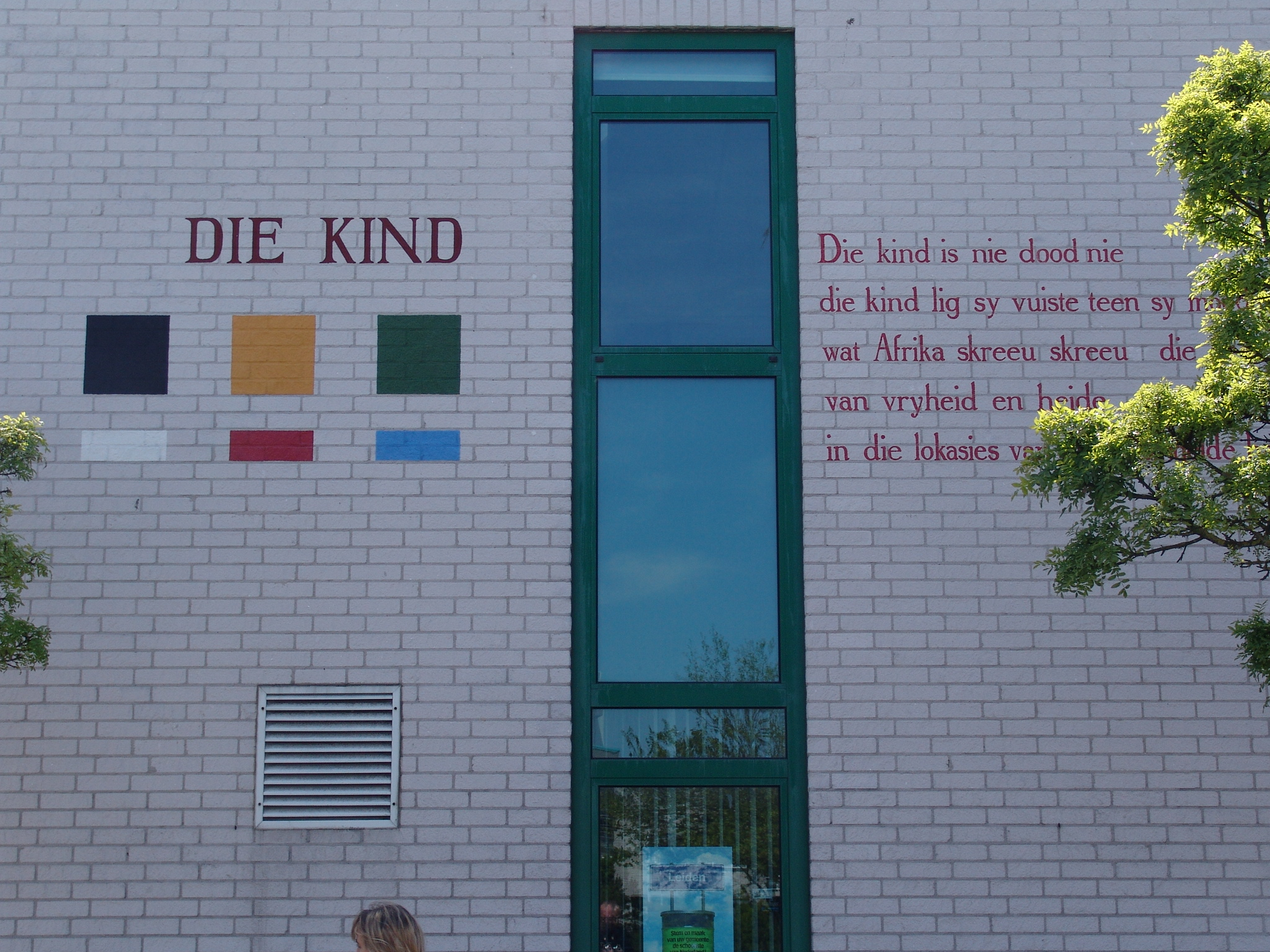
Das Gedicht Die Kind an einer Wand in Leiden, Niederlande

1956 wurde schließlich mit Ontvlugting („Flucht“) erstmals einer ihrer Gedichtbände publiziert. Im gleichen Jahr heiratete sie Pieter Venter. Ihre gemeinsame Tochter Simone wurde 1957 geboren. Sie zogen nach Johannesburg, drei Jahre später zerbrach jedoch die Ehe und Jonker und ihre Tochter kehrten nach Kapstadt zurück.
Ingrid Jonker gehörte einer Künstlergruppe an, die sich gegen die Zensur der regierenden Nationalen Partei auflehnte. Ihr Vater war jedoch Vorsitzender des Komitees für Zensurgesetze. Diese politische Gegnerschaft verstärkte den Zwist zwischen Vater und Tochter. Wegen ihrer apartheidkritischen Haltung gelang es Ingrid Jonker auch jahrelang nicht, weitere Bücher zu veröffentlichen. Außerdem litt sie an einer bipolaren Störung und wurde etliche Male in psychiatrischen Einrichtungen behandelt. In dieser Zeit hatte sie Verhältnisse mit den Schriftstellern Jack Cope und André P. Brink. Brink war jedoch verheiratet, Cope zwanzig Jahre älter. Eines dieser Verhältnisse führte zu einer Schwangerschaft, die in einer Abtreibung endete, was einen weiteren schweren Schlag für ihre wenig stabile Psyche darstellte.
1963 erschien dennoch ihr Gedichtband Rook en oker, der von liberalen Kreisen enthusiastisch aufgenommen wurde. Ein Jahr später wurde ihr für diesen Band der Preis des „Afrikaanse Pers-Boekhandel“ zugesprochen. Mit dem Preisgeld unternahm sie eine Reise nach Europa, die sie unter anderem nach Paris führte, wo sie Breyten Breytenbach traf. Daraufhin wurde sie auch als Mitglied der Gruppe Die Sestigers bekannt, die sich gegen die konservativen Normen der afrikaansen Literatur dieser Zeit stellte.
Kurz vor ihrem Tod begann sie mit der Arbeit an einem weiteren Gedichtband. Einige dieser Gedichte wurden später postum in der Sammlung Kantelson veröffentlicht. Am 19. Juli 1965 ertränkte sich Ingrid Jonker an einem Strand bei Kapstadt. Als ihr Vater vom Fund ihrer Leiche hörte, soll er gesagt haben: „Wenn es nach mir geht, können sie sie zurück ins Meer werfen.“

## Ehrungen
Nelson Mandela las Jonkers Gedicht Die Kind in seiner Eröffnungsansprache zur ersten frei gewählten Nationalversammlung 1994. Es handelt von einem Kind aus Nyanga, das während der Zeit der Apartheid von der Polizei erschossen wurde.
2004 erhielt Ingrid Jonker postum von der südafrikanischen Regierung den Ikhamanga-Orden in Silber.
Nach Ingrid Jonker wurde ein Literaturpreis benannt, der abwechselnd an Schriftsteller vergeben wird, die in englischer Sprache oder Afrikaans schreiben.

## Biografie
2003 erschien eine Biographie mit dem Titel Ingrid Jonker – Beeld van ’n digterslewe („Ingrid Jonker – Bild eines Dichterlebens“) von Petrovna Metelerkamp. Das Buch enthält neben Jonkers Lebensgeschichte auch einige Briefe sowie einen detaillierten Bericht vom Abend ihres Todes, der von ihrer Freundin Bonnie Davidtsz stammt.
- Petrovna Metelerkamp: Ingrid Jonker: beeld van ’n digterslewe. Hemel & See, Vermont 2007, ISBN 978-0-620-28535-3.

## Film
2011 erschien der Spielfilm Black Butterflies über Jonkers Leben. Regie führte Paula van der Oest, Carice van Houten stellte Ingrid Jonker dar.

## Werke
- 1956: Ontvlugting
- 1963: Rook en oker
- postum: Kantelson
- postum: Black butterflies: selected poems. Human & Rousseau, Cape Town/Pretoria 2007, ISBN 978-0-7981-4892-4.